# Суханов, Михаил Андреевич
Михаи́л Андре́евич Суха́нов (5 ноября 1921, село Новодевичье, Сенгилеевский уезд, Симбирская губерния, — 5 мая 2003, Санкт-Петербург) — советский лётчик бомбардировочной авиации Военно-морского флота в годы Великой Отечественной войны, Герой Советского Союза (5.11.1944). Полковник (7.10.1961).

## Биография
Родился 5 ноября 1921 года в селе Новодевичье ныне Шигонского района Самарской области в крестьянской многодетной (10 детей) семье. Русский. Во время голода в Поволжье в 1933 году отец уехал в Новосибирске, а в 1934 году перевёз туда и всю семью. Окончил 10 классов средней школы № 79 Новосибирска. Пытался поступить в Новосибирский институт инженеров железнодорожного транспорта, но его забраковала медицинская комиссия.
В Военно-Морском флоте СССР с августа 1940 года. Проходил срочную службу на Тихоокеанском флоте, где в ноябре 1940 года окончил школу младших авиационных специалистов и затем был красноармейцем 162-й отдельной роты связи ВВС флота на острове Русском. В апреле 1941 года ему, как имеющему полное среднее образование, предложили поступить в авиационное училище, Михаил после недолгих раздумий согласился и в мае прибыл в Николаев, где был зачислен в училище. Там его 22 июня застало начало Великой Отечественной войны. Был вскоре эвакуирован вместе с училищем. Окончил в январе 1943 года Военно-морское авиационное училище имени С. А. Леваневского, которое тогда действовало в эвакуации на станции Безенчук Куйбышевской области. 
В январе-июле 1943 года проходил дополнительное лётное обучение в 3-м запасном авиационном полку ВМФ и в формирующемся там же в Куйбышевской области 28-м пикировочно-бомбардировочном авиационном полку ВМФ. Но затем приказ о формировании этого полка был отменён, полк расформировали и младшего лейтенанта Михаила Суханова направили в ВВС Балтийского флота.
В боях Великой Отечественной войны с июля 1943 года. Воевал на бомбардировщике «Пе-2» в рядах 73-го бомбардировочного авиационного полка ВВС Балтийского флота. Там был штурманом экипажа, в июле 1944 года стал штурманом звена, а в январе 1945 года — штурманом эскадрильи. Всю войну был штурманом экипажа командира звена и эскадрильи Н. Д. Колесникова (оба отважных лётчика одним Указом были удостоены званий Героя Советского Союза). Внёс свой боевой вклад в то, что 22 февраля 1944 года приказом Наркома ВМФ СССР № 28 за мужество и героизм, проявленные в боях со врагом, полк был удостоен гвардейского звания и получил наименование 12-й гвардейский пикировочно-бомбардировочный авиационный полк ВВС Балтийского флота.
Участвовал в битве за Ленинград, в том числе в Ленинградско-Новгородской наступательной операции. До весны 1944 года главной задачей полка была борьба с немецкой дальнобойной артиллерией, обстреливавшей Ленинград, а после полного снятия блокады полк был перенацелен на выполнение своих прямых функций — на борьбу с немецко-финским судоходством на Балтийском море. В начале марта экипаж Колесникова — Суханова выполнил первые атаки по кораблям и уже 6 марта добился результата — прямого попадания авиабомбы в немецкий транспорт, который после этого загорелся. Участвовал в авианалётах на немецкие и финские военно-морские базы Котка, Хамина, Кунда, Хара-Лахт, Таллин, Либава, Рига, Мемель, Пиллау. Член ВКП(б) с 1944 года. 
Штурман звена 12-го гвардейского пикировочно-бомбардировочного авиационного полка 8-й минно-торпедной авиационной дивизии ВВС Балтийского флота гвардии лейтенант М. А. Суханов к середине августа 1944 года выполнил 100 боевых вылетов. Провёл 10 воздушных боёв. 16 июля 1944 года в составе полка экипаж Пе-2 — Н. Д. Колесников, М. А. Суханов, И. Ф. Алейников — участвовал в потоплении крейсера ПВО «Ниобе» (бывший голландский «Гельдерланд»), действуя в передовой ударной группе пикирующих бомбардировщиков командира полка В. И. Ракова.
«За образцовое выполнение боевых заданий Командования на фронте борьбы с немецкими захватчиками и проявленные при этом отвагу и геройство» Указом Президиума Верховного Совета СССР от 5 ноября 1944 года гвардии лейтенанту Михаилу Суханову присвоено звание Героя Советского Союза с вручением ордена Ленина и медали «Золотая Звезда» (№ 5049).
После представления к званию Героя продолжал сражаться на фронте, участвовал в Прибалтийской и Восточно-Прусской наступательных операциях. К концу войны выполнил 135 боевых вылетов, боевой счёт Героя увеличился на 4 потопленных в группе транспорта, а выводимая им на цели эскадрилья потопила 14 транспортов, 1 танкер и 7 боевых кораблей (3 подводные лодки, 3 БДБ, 1 сторожевой корабль). Экипаж сбил 2 немецких истребителя.
После Победы продолжал службу в ВМФ СССР, оставаясь штурманов эскадрильи того же полка до направления на учёбу в декабре 1946 года. В 1951 году старший лейтенант Михаил Суханов окончил Военно-воздушную академию (Монино). Несколько последующих лет служил на Тихоокеанском флоте: начальник разведки — заместитель начальника штаба по разведке 3-й минно-торпедной авиационной дивизии (аэродром Западные Кневичи), с марта 1954 — начальник отделения боевой подготовки штаба этой дивизии, с февраля 1955 — заместитель начальника штаба по разведке и аэрофотослужбе 1540-го минно-торпедного авиаполка, с мая 1955 — старший офицер 1-го отдела оперативного управления штаба ТОФ (5.1955–1.1956). С января 1956 года был преподавателем (с сентября 1959 — старшим преподавателем) кафедры тактики и истории военно-морского искусства Тихоокеанского высшего военно-морского училища имени С. О. Макарова. С ноября 1960 года — старший преподаватель кафедры тактики ВМФ и истории военно-морского искусства Высшего военно-морского училища подводного плавания имени Ленинского комсомола. С июня 1974 года полковник Михаил Суханов — в запасе.
Жил в Ленинграде (с 1991 года Санкт-Петербург). Занимался общественной работой, много лет был председателем Совета ветеранов 12-го гвардейского пикировочно-бомбардировочного авиационного полка ВВС ВМФ. Скончался 5 мая 2003 года. Похоронен на Никольском кладбище Александро-Невской лавры.

## Награды
- Герой Советского Союза (5.11.1944)
- Орден Ленина (5.11.1944)
- Три ордена Красного Знамени (17.02.1944, 30.04.1944, 4.05.1945)
- Орден Отечественной войны 1-й степени (11.03.1985)
- Орден Красной Звезды (30.12.1956)
- Медаль «За боевые заслуги» (15.11.1950)
- Медаль «За оборону Ленинграда» (вручена в сентябре 1943)
- Медаль «За взятие Кенигсберга» (вручена в декабре 1945)
- Ряд других медалей СССР и РФ
- Медаль «Победы и Свободы» (Польша, 10.09.1973)[6]

## Память
- Имя Героя увековечено на стеле Героев на Монументе Славы в Новосибирске.
- Мемориальная доска установлена на здании средней общеобразовательной школы его родного села Новодевичье[7].